# Çakılkaya, Çamoluk
Çakılkaya là một xã thuộc huyện Çamoluk, tỉnh Giresun, Thổ Nhĩ Kỳ. Dân số thời điểm năm 2011 là 93 người.